# Gebhard Leberecht von Blücher
Gebhard Leberecht von Blücher, Wahlstatt hercege (Toitenwinkel (Rostock mellett, 1742. december 16. – Krieblowitz (Szilézia, ma: Krobielowice, Lengyelország, 1819. szeptember 12.) porosz tábornagy (Generalfeldmarschall), sikeres hadvezér, a Napóleon elleni háborúkban a porosz királyi haderő parancsnoka a lipcsei népek csatájában (1813) és a waterlooi csatában. Beceneve Előre marsall (Marschall Vorwärts) volt.

## Ifjúkora
Rövid iskolai tanulmányok után, ahol nem mutatott fel semmilyen feljegyzésre érdemes teljesítményt, a 14 éves Gebhard Blücher, szülei akarata ellenére 1756-ban belépett a svéd királyi hadseregbe, fivérével együtt. A hétéves háborúban huszárként harcolt Poroszország ellen. Itt szerezte a könnyűlovasság alkalmazásával kapcsolatos első tapasztalatait. A svédek 1760-as pomerániai hadjárata során porosz fogságba esett. Itt egy rokona, von Belling porosz ezredes, rábeszélte, hogy lépjen át a porosz királyi hadseregbe. Von Belling hamarosan saját adjutánsává tette Blüchert. A 8. huszárezreddel sikeres harcokban vett részt, és 1771-re kornétásból (azaz lovassági tiszthelyettesből) a Stabsrittmeister (lovassági századosi) rangig jutott.
Fékezhetetlen jelleme azonban békeidőben is kilengésekre sarkallta. 1772-ben, a lengyelországi felkelések elfojtása után Blücher utasítására egy elfogott papi személyt látszatkivégzéssel félemlítettek meg. Emiatt 1773-ban visszavonták küszöbön álló őrnagyi előléptetését, és zászlóaljparancsnoki (Eskadronschef) kinevezését is. Blücher erre egy pimasz hangú levélben beadta lemondását. Nagy Frigyes porosz király (1712–1786) elfogadta ezt, a következő szavak kíséretében: „Blücher százados elmehet a pokolbaǃ”. Blücher hamarosan megbánta e döntését, éveken át kérelmezte visszavételét a hadseregbe, beadványokkal bombázta királyt, de Frigyes makacsul elutasította kérését. Blücher visszavonult pomerániai birtokaira. Megnősült, feleségül vette Karoline Amalie von Mehlinget, akitől hét gyermeke született. A következő 15 évet gazdálkodással, birtokai igazgatásával töltötte.
1782. február 6-án Stargardban felvették az Augusta zur goldenen Krone nevű szabadkőműves páholyba.

## Ismét a hadseregben
Nagy Frigyes 1786-ban bekövetkezett halála után Blücher ismét kérelmezte visszavételét a hadseregbe. II. Frigyes Vilmos király (1744–1797) elfogadta a kérelmet, Blüchert 1787-ben visszahelyezték régi ezredéhez, a Vörös Huszárokhoz. Még abban az évben részt vett a hollandiai expedíciós vállalkozásban, a rákövetkező évben őrnaggyá léptették elő. 1789-ben megkapta Poroszország legmagasabb katonai kitüntetését, a Pour le Mérite érdemrendet, és 1799-ben ezredessé lépett elő, és kinevezték a Vörös Huszárok ezredparancsnokává. 1793-ban és 1794-ben többször is kitüntette magát a francia forradalmi hadsereg elleni lovassági akciókban. Kirrweiler melletti sikeréért vezérőrnaggyá léptették elő. 1801-ben altábornagyi rangot kapott.

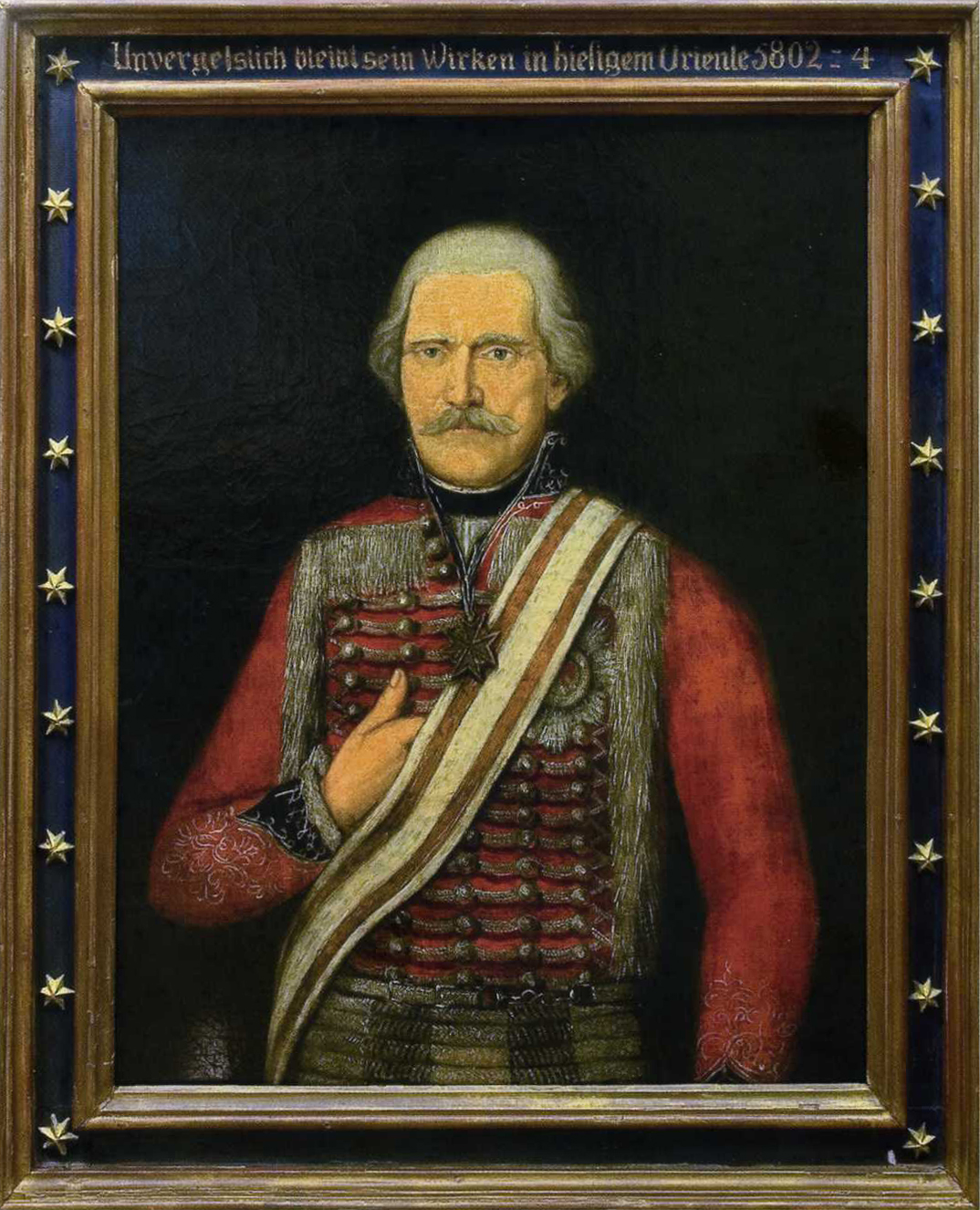
Blücher szabadkőműves öltözékben

Rendszeres látogatója volt Emmerichben a Pax Inimica Malis szabadkőműves páholynak, amely Blücher két fiát és kilenc tisztjét is felvette. Itt képet is festetett magáról, szabadkőműves öltözetben. 1802-ben elfoglalta és Poroszország birtokává tette Erfurtot és a türingiai Mühlhausent. Ebben az időben (1802–1806 között) főmestere (vezetője) (Meister vom Stuhl) volt a „Zu den drei Balken“ szabadkőműves páholynak a vesztfáliai Münsterben.

## A jéna-auerstedti csata
1806-ban, a Napóleon elleni újabb háború kitörésekor Blücher tábornok az újonnan szervezett Vesztfália (Westfalen) tartomány katonai kormányzója volt, Münster városában. A vesztfáliai csapatokkal a braunschweigi herceg haderejéhez csatlakozott. A jéna-auerstedti csatában ő vezette a lovassági támadásokat a franciák ellen. Türelmetlensége azonban katasztrofális kudarcot hozott. Blücher friss és harcképes francia gyalogság ellen vezette rohamra saját lovasságát anélkül, hogy kivárta volna, amíg a tüzérségi és gyalogsági tűz meggyengítette volna az ellenséget. Rohamait sorra visszaverték. Olyan súlyos vereséget szenvedett, hogy csapatai visszavonulásából általános menekülés kerekedett. Blüchernek egy időre át kellett vennie a 200 fős hercegi testőrzászlóalj parancsnokságát, hogy Frigyes Lajost, Hohenlohe hercegét megvédelmezhesse. A csata a német szövetséges főerő kapitulációjával ért véget, Prenzlaunál.
A szétvert hadseregek visszavonulása során Blücher egybegyűjtötte porosz királyi haderő maradékát. Scharnhorst tábornokkal együtt 34 nehézágyút szedtek össze és észak felé vonulva mentették őket a franciák elől. Blücher saját vezérkari főnökévé nevezte ki Scharnhorstot (barátságuk ekkor kezdődött). Tervük az volt, hogy magukra vonják a francia csapatok támadását, ellenséges erőket kötnek le, amíg Poroszország új haderőt tud felállítani és támadást indíthat Franciaország ellen. A francia csapatok valóban üldözőbe vették Blüchert, Bernadotte, Soult és Murat marsallok vezetésével. A poroszoknak – erőltetett menetben, rossz ellátás mellett, rendkívüli áldozatok árán – sikerült 20 nap alatt 700 kilométernyi utat megtenniük, és elszakadniuk üldözőiktől. A kimerültségtől sok katona meghalt az úton. A Müritz keleti partján csatlakozott hozzájuk a weimari herceg visszavonuló hadserege. Blücher eredetileg 10 000 fős serege ekkor 21 000 főre növekedett.
Bernadotte marsall két ízben is felszólította Blüchert a tisztes megadásra, de ő ezt visszautasította annak ellenére, hogy serege reménytelen helyzetben volt. Blücher és a hozzá csatlakozott német erők 5000 főt veszítettek csupán a Strelitz környéki csatákban, ellenséges támadások és éhezés következtében.

## Visszavonulás Lübeckbe
Blücher csapatait Lübeck felé vezette, amely ebben az időben semleges és fegyvertelen birodalmi szabadváros (freie Reichsstadt) volt. A poroszok november 5-én fejszecsapásokkal törték be a bezárt városkapukat, és bevonultak a Lübeckbe. November 6-án a franciák Jean-Baptiste Bernadotte marsall vezetésével támadást intéztek a város ellen. A porosz katonák – Scharnhorst parancsa ellenére – megkísérelték a városfalakon kívül hagyott nehézágyúkat a falakon belülre menteni, így azonban a franciák elfoglalhatták a nyitott városkaput. A franciák véres utcai harcokban elfoglalták a várost, igen sok porosz katona esett fogságba, köztük Scharnhorst tábornok és a súlyosan sebesült Yorck is.
Blüchernek 9000 emberével együtt sikerült elmenekülnie. Lübeck környékén több csatát vívott. Schwartaun keresztül Ratekauba húzódott, ahol elsáncolta magát. 1806. november 7-én, a lübecki csata végül megadásra kényszerítette. A helységben már minden élelmiszert, lisztet, szénát, tüzelőt lefoglaltak. A francia tüzérség tűz alá vette Ratekaut. Amikor Blücher arról értesült, hogy Travemünde (ma Lübeck része) a franciák kezére jutott, úgy döntött, megadja magát. Elfogadta Bernadotte marsall harmadik ajánlatát a tisztes megadásra, de ragaszkodott ahhoz, hogy a kapitulációs okiratba kerüljön bele egy záradék, amely szerint a megadás oka kizárólag az élelmiszer- és lőszerkészlet teljes hiánya volt, és hogy a tisztes fogságba induló porosz katonák a francia katonák tisztelgő sorfala között vonulhassanak.
Bernadotte vonakodva bár, de elfogadta e kikötéseket. A porosz katonák letették a fegyvert, de maga Blücher tábornok megtarthatta kardját, és szabadon mozoghatott a város környékén, pusztán becsületszavát vették, hogy nem fog megszökni. Az ágyúmentő akció és a visszavonulás Lübeckbe Blüchert legendás hírnévvel ruházta fel egész Európában. Maga Napóleon is meg akart vele ismerkedni. Lübeckben azonban megkezdődött a francia megszállás időszaka (Franzosenzeit).
Blüchert 1807-ben kicserélték a porosz fogságba esett Victor francia tábornokra. Rövid időre a kelet-poroszországi Königsbergbe ment (ma: Kalinyingrád, Oroszország), az oda menekült porosz királyi udvarhoz. Kinevezték egy kisegítő hadosztály parancsnokának, amelyet IV. Gusztáv svéd király  rendelkezésére bocsátottak. Svéd-Pomerániába küldtek, a svéd haderő támogatására. A háború végéig Blücher Pomerániában, Berlinben és Königsbergben szolgált, de harci cselekményekben már nem vett részt.
1807-ben, a háború után Blücher tábornokot Pomeránia és Neumark tartomány katonai főkormányzójává nevezték ki. Úgy tekintettek rá, mint a hazafias párt természetes vezetőjére. Blücher a napóleoni dominancia időszakában szoros kapcsolatban állt ezzel a politikai csoporttal. Az 1809-es háborúban egy osztrák–porosz szövetségben reménykedett, de csalódnia kellett. 1809-ben lovassági tábornokká nevezték ki. Szenvedélyesen követelte a felszabadító háború megindítását Franciaország ellen. Teljes erejével a porosz hadsereg megreformálásán, megerősítésén dolgozott. 1812-ben már nyíltan kifejezésre juttatta, hogy egy orosz–francia szövetséget látna szívesen. Ezzel kényelmetlen helyzetbe hozta a hivatalosan francia szövetségben álló porosz királyi udvart. Amikor francia ügynökök felfedezték, hogy Blücher olyan titkos csapattestek („Krümpern”) kiképzését irányítja, amelyekre a szövetségi szerződés nem adott engedélyt, Blüchert leváltották a katonai főkormányzói tisztségéről, és el kellett hagynia az aktív katonai szolgálatot. Száműzték a királyi udvartól, visszavonult Kunzendorfba.

## A Napóleon elleni felszabadító háború 1813–1814
Amikor a Porosz Királyság 1813-ban ismét csatlakozott a Napóleon elleni felszabadító háborúhoz, Blüchert ismét visszahívták a hadseregbe. Először a porosz hadtestet vezette, majd a Sziléziai Hadsereg főparancsnokává nevezték ki. Törzsének vezető tisztjei Gneisenau és Muffling tábornokok voltak. 40 000 porosz és 50 000 orosz katona tartozott a parancsnoksága alá. Részt vett a lützeni és bautzeni csatákban.
A szövetséges haderőben uralkodó bizonytalanság és érdekkülönbségek nyugtalanították Blüchert. Amikor azt látta, hogy más parancsnokokat nem tud együttműködésre bírni, kész volt saját maga akciót kezdeni, ezzel gyakran maga után vont más tábornokokat is, akik elfogadták vezetését. 1813. augusztus 26-án, a katzbachi csatában Blücher megsemmisítette MacDonald francia marsall hadseregét. Szeptember 18-án a bautzeni szabadkőműves páholyban mondta el híressé vált beszédét:
„Ifjúkorom óta hazámért forgatom a fegyveremet, ebben őszültem meg, láttam és ma is nap mint nap látom a halált, legszörnyűbb alakjaiban. Láttam kunyhókat lángolni, láttam lakóikat ruhátlanul és nincstelenül menekülni, és nem tudtam rajtuk segíteni. Így ragadja magával a vérszomj és tombolás a felizgatott embereket. De az ember jobbik fele szívesen keresi a kiutat ebből a vad kavargásból. Hálásan köszöntöm azt az órát, amelyben magamat ép szellemben, jó és hű barátokkal együtt oly magasb régiókba emelhessem, ahol tiszta fénybe tekintve világosodhatunk meg. Ezért számomra szent a szabadkőművesség, amelyhez halálomig hű maradok, és szívemnek minden testvérem mindenkor drága és értékes lesz.”

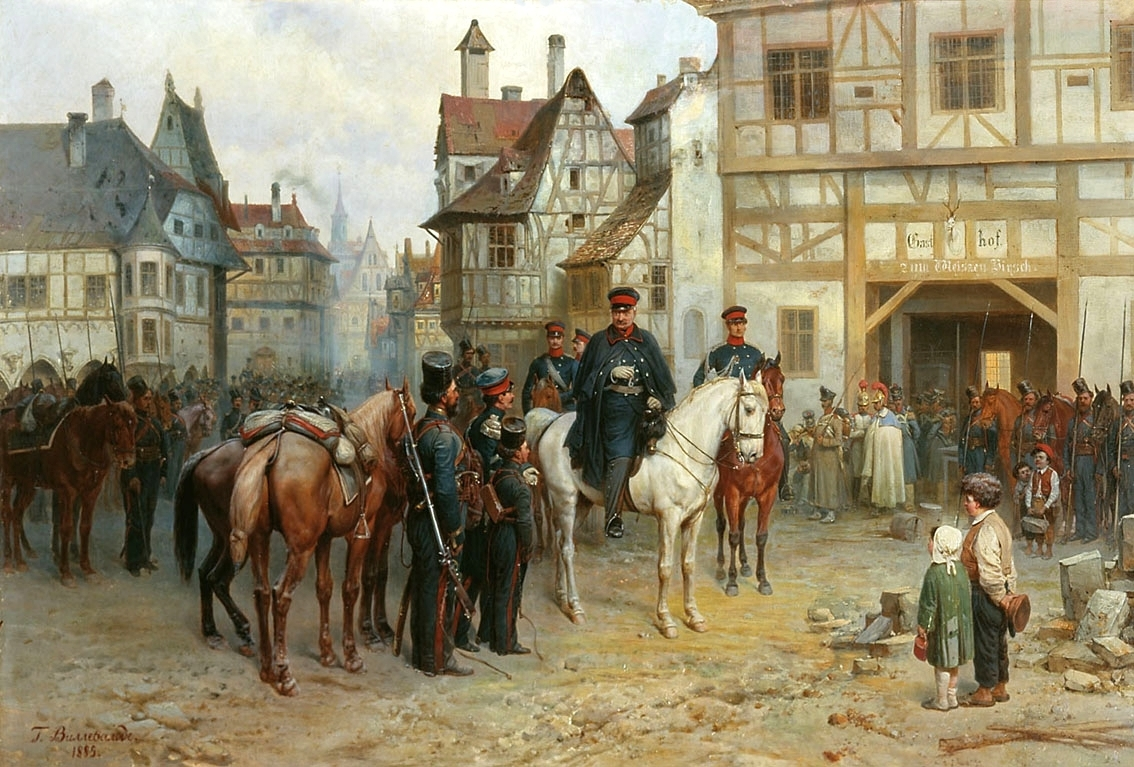
Blücher bevonul Bautzenbe, 1813
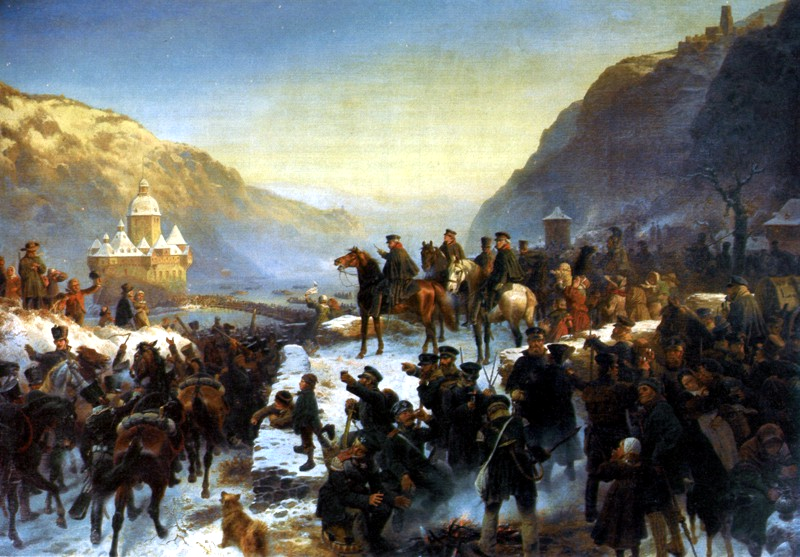
Blücher Kaubnál átkel a Rajnán (Wilhelm Camphausen műve)
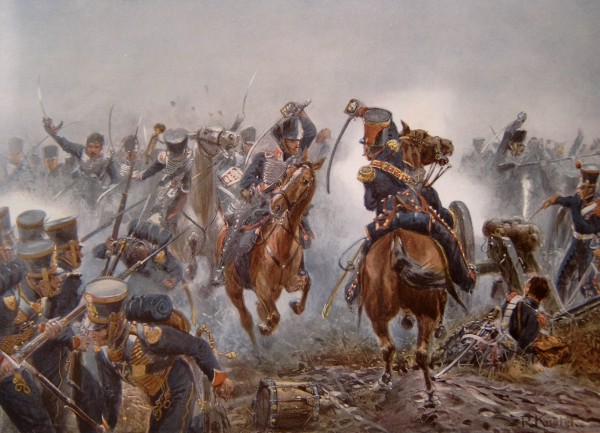
Brandenburgi huszárok a Népek csatájában
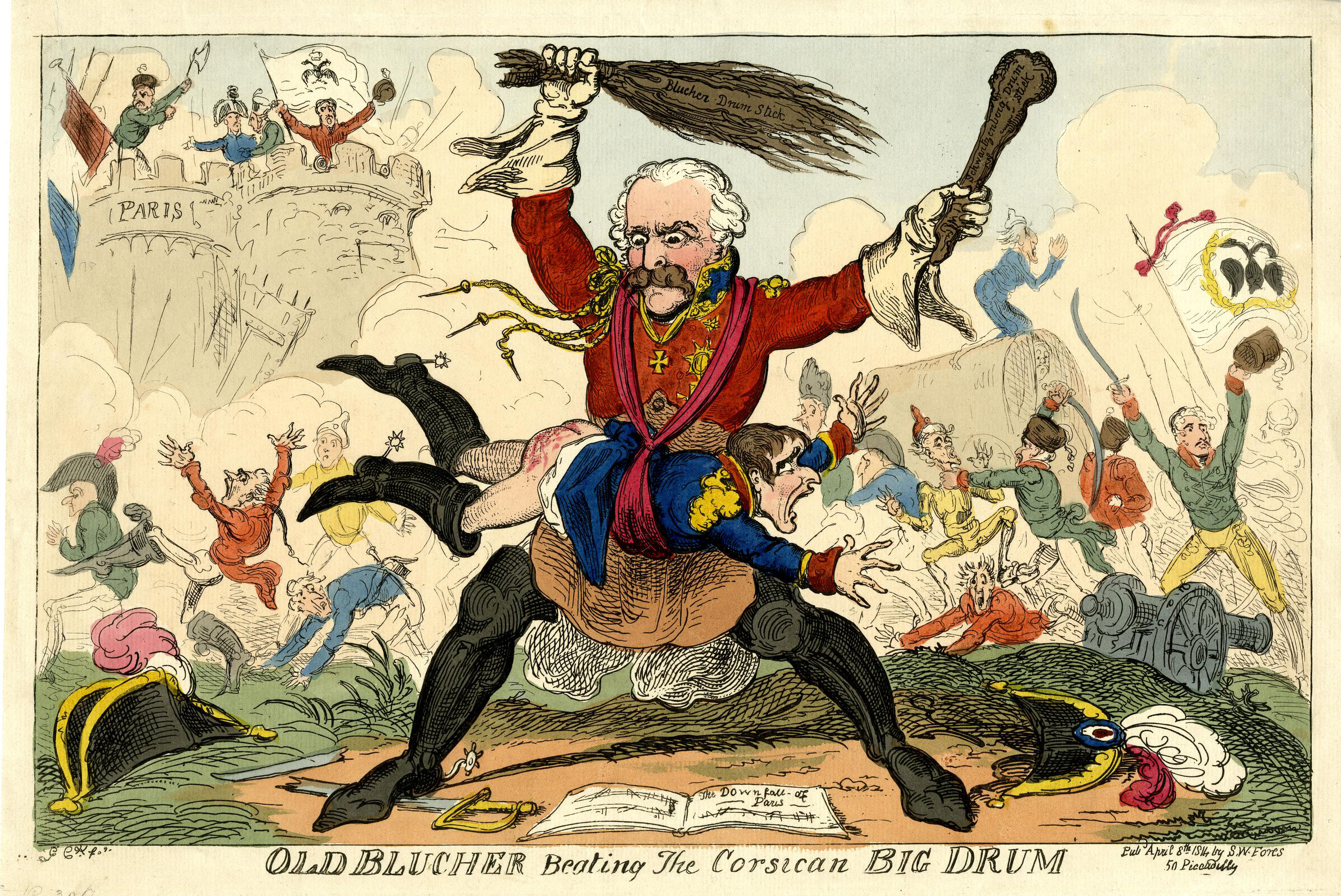
Blücher Párizsban kidobolja győzelmét (karikatúra, 1814)

1813. október 9-én Blücher Pouchba (ma Muldestausee része) helyezte főhadiszállását, Lipcse közelébe. Október 16-án Möckern mellett a népek csatájában teljesen szétverte Marmont francia marsall hadseregét. Ez a győzelem tette lehetővé Blücher saját lovashadseregének döntő támadását a lipcsei csata utolsó napján, amely Napóleon döntő vereségét jelentette. Blüchert tábornaggyá (Generalfeldmarschall) nevezték ki. Bár lovassága komoly veszteségeket szenvedett, a frissen kinevezett tábornagy mostantól azon dolgozott, hogy a háborút 1813–14 telén francia területre helyezze át.
Franciaország felé vonulva a Sziléziai Hadsereg 1813 decemberében a Rajna jobb partján vonult fel, Mannheim és Neuwied között. Blücher a Yorck- és a Langeron-hadtestekkel a hadsereg centrumában, a Taunus dombságban, Kaub térségében tartózkodott. 1813. szilveszter éjszakáján Blücher előőrsei és első csapategységei átgázoltak a folyón, miközben orosz felderítők gyapotbálákból pontonhidakat építettek. Ugyanebben az időben a Sacken hadtest Mannheimnél, a St. Priest-hadtest Neuwied és a Lahn torkolata között, Koblenz súlyponttal, átkelt a Rajnán.
1814. február 1-jén Blücher Brienne-nél, majd La Rothière-nél legyőzte a Napóleon vezette francia hadsereget. A császár visszavágott, és Champaubert-nél, Vauchamps-nál, Montmirail-nál győzelmeket aratott Blücher felett. Március 9-10-én a laoni csatában ismét Blücher győzött. Ez a győzelem gyakorlatilag megpecsételte Napóleon sorsát. Blücher sziléziai hadserege Schwarzenberg herceg csehországi osztrák hadseregével és Bülow porosz tábornok Dél-Németalföld (a mai Belgium) felől érkező hadtestével együtt egyenesen Párizs felé vonult. 1814. március 30-án a Montmartre-domb megrohamozásával bevették Párizst, és megdöntötték az I. Francia Császárságot.
Blücher pusztító rombolásokat tervezett Párizsban, megtorlásul azokért az atrocitásokért, amelyeket Poroszországnak el kellett szenvednie a megszálló francia hadseregektől. Egyik ilyen ötlete a Mars-mező (Champ-de-Mars) közelében álló Jéna híd (pont d’Iéna) – amely a jéna-auerstedti ütközet emlékére kapta a nevét – felrobbantása lett volna. A szövetséges parancsnokok közbelépésére azonban elállt terveitől.
1814. június 3-án III. Frigyes Vilmos porosz király (1770–1840) Blüchert Wahlstatt hercegévé emelte (ez a sziléziai helység a katzbachi csatamezőn található), és neki adományozta a Krieblowitz környéki uradalmat. Blücher hamarosan látogatást tett Angliában, ahol nagy lelkesedéssel és ünnepléssel fogadták.

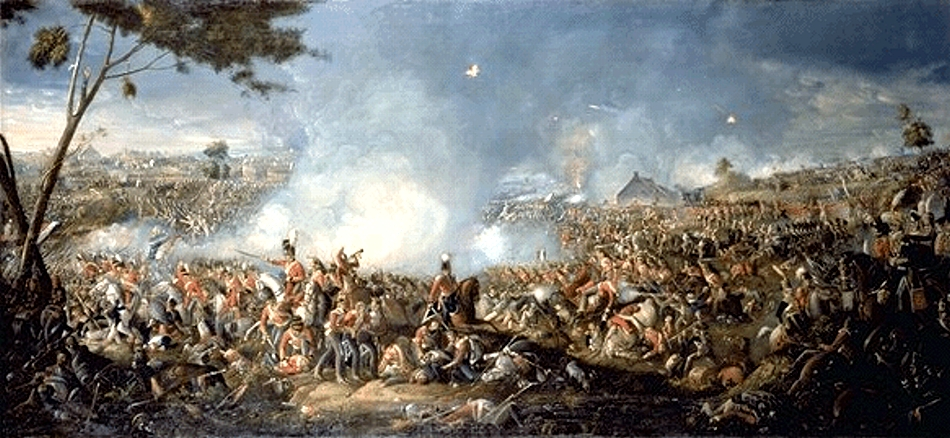
A waterlooi csata, William Sadler festménye

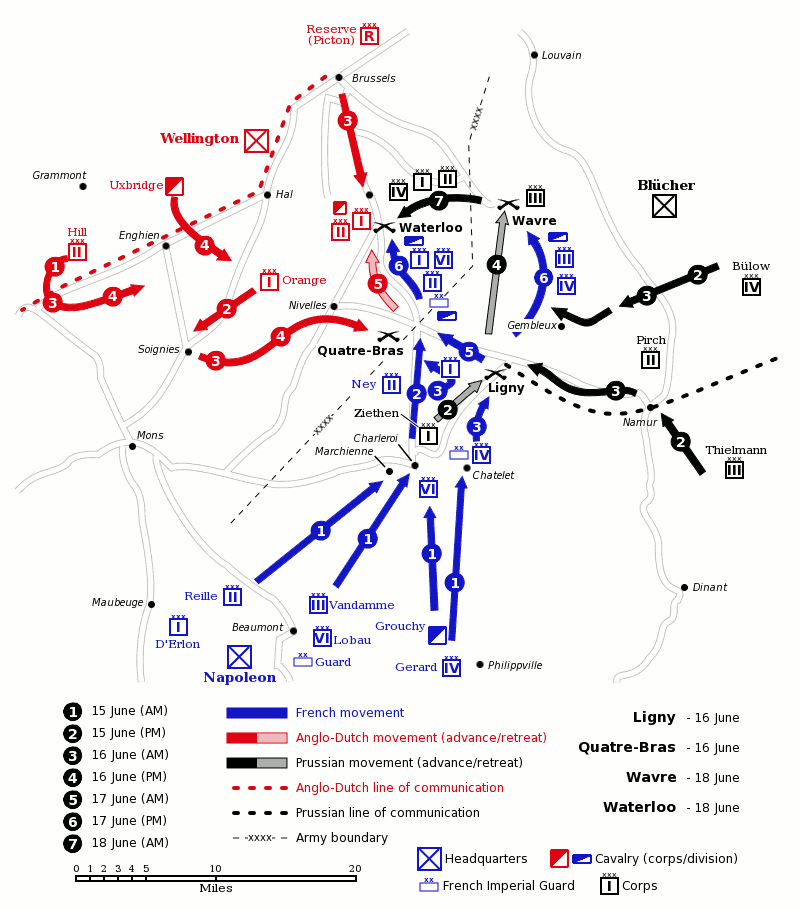
A waterlooi csata térképe. Fekete szín: Blücher csapatai.

## A waterlooi csata
Blücher a háborúskodás megszűnése után hazatért Sziléziába, de 1815-ben, amikor Napóleon császár visszatért Elba-szigeti száműzetéséből, azonnal Dél-Németalföldre utazott, és átvette az ott állomásozó, 150 000 emberből álló alsó-rajnai porosz hadsereg parancsnokságát.
1815. június 16-án a Moselle és Meuse folyók között, a lignyi csatában súlyos vereséget szenvedett Napóleontól. A francia lovasság lerohanta Blücher harcálláspontját is, az idős tábornagy életét csak szárnysegédjének, Ferdinand von Nostitz grófnak hősi önfeláldozása mentette meg. A zűrzavarból Gneisenau tábornok vezette ki a szétzilált hadsereget.
A vereség ellenére Blücher vakmerő döntést hozott. Hadserege folytatta menetelését, hogy egyesülhessen a szövetséges főhadparancsnok, Wellington herceg haderejével. Nehéz és erőltetett vonulás után, két nappal később Blücher hadserege éppen időben érkezett a waterlooi csatatérre, hogy döntő győzelemhez segítse Wellingtont, akinek főereje már megingott Napóleon támadásai alatt. Wellington már elveszettnek érezte a csatát: „Azt kívántam, vagy az éjszaka jöjjön, vagy a poroszok”. Blücher támadását Grouchy francia marsall meghiúsíthatta volna, de hibás döntése miatt az ellentámadás elmaradt, Napóleon döntő és végleges vereséget szenvedett. Blücher később az ütközetet Belle Alliance-i csatának akarta nevezni, saját harcálláspontjának – ami egy fogadó volt – helyszíne után, de Wellington főhadparancsnok saját, előző éjszakai szálláshelyét, Waterloo helység nevét választotta.
Wellington herceg csapatai teljesen ki voltak merülve, ezért a haditanácsban úgy döntöttek, Blücher csapatai egyedül indulnak a visszavonuló franciák üldözésére. A porosz haderő erőltetett menetben, szívósan és kíméletlenül nyomult előre. A vallóniai Pecq-nél az Schelde (Escaut) folyó hídja (árulás révén) a kezükbe került, megnyitva az utat Lille és Franciaország belseje felé. 1815. július 7-én a poroszok másodszor is elfoglalták Párizst. Még ebben a hónapban, július 26-án Blücher megkapta a Vaskereszt katonai kitüntetésnek az ő számára alapított különleges nagykeresztjét, a Blücher-csillagot (Blücherstern).
A 73 éves tábornagy néhány hónapig az elfoglalt Franciaországban maradt, de idős kora és betegeskedése miatt hamarosan visszavonult sziléziai birtokára, ahonnan rendszeresen ellátogatott a karlsbadi gyógyfürdőkbe. Krieblowitzi otthonában hunyt el 1819-ben, 77 éves korában.

## Személyisége, értékelése, utóélete
Katonái igen kedvelték Blüchert. Személyes bátorsága, offenzív hadvezetési stílusa miatt katonái „Marschall Vorwärts”-nek nevezték (kb: „Hajrámarsall”), de szívesen nevezték Blücher papának is. Csapatait a Scharnhorst tábornok által bevezetett reformok szellemében vezette, nem alkalmazott testi fenyítést. Katonáinak ellátását erőteljes rekvirálásokkal biztosította, időnként a fosztogatásokat is elnézte. Stratégiában egyáltalán nem, taktikában kevéssé tűnt ki. Vezérkarának tagjaiban, így például Gneisenau altábornagyban is, tökéletesen megbízott, ők pedig mindig lojálisan mellette álltak. Szilaj, vagány természete élete végéig megmaradt, nem hagyta el azokat a szélsőséges kilengéseket, amelyek miatt fiatal korában elbocsátották a hadseregből. Élénk és fékezhetetlen temperamentuma miatt súlyos hibákat is elkövetett, de ugyanez a jellemvonás tette őt kiváló és merész lovasparancsnokká. Rendíthetetlen hazafiassága, és a francia megszállók iránti kérlelhetetlen gyűlölete, de a felismert hibákon való túllépés, és a döntés keresése tette kemény harcossá és sikeres parancsnokká.
Magánemberként a kártyajáték rabja volt. Szenvedélye miatt újra és újra adósságokba verte magát.

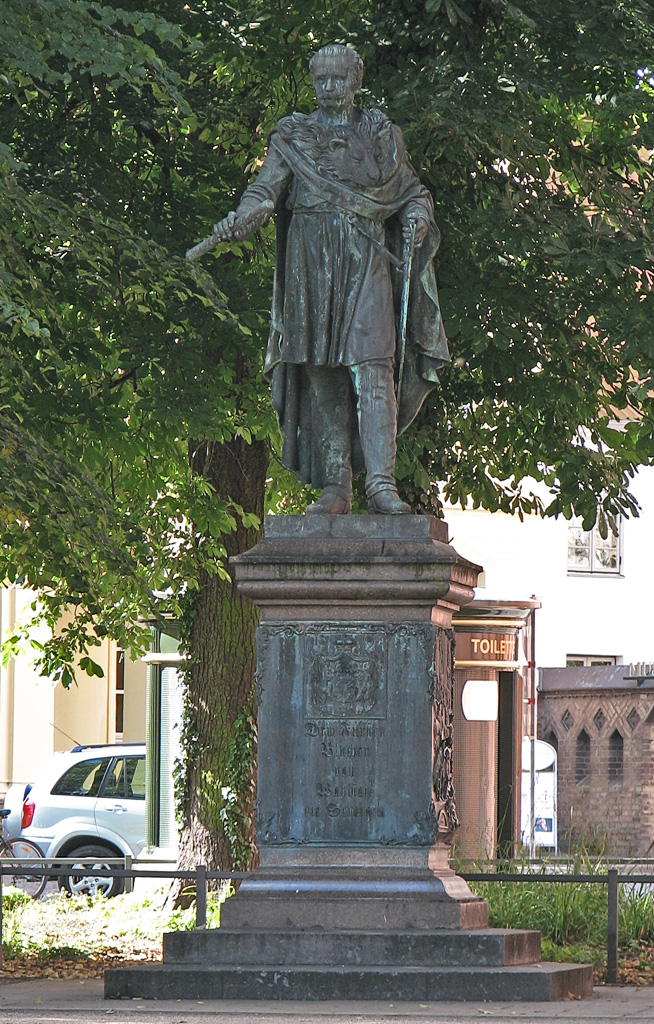
Blücher-emlékmű (Johann Gottfried Schadow műve), a rostocki Egyetem téren (korábban Blücher tér).
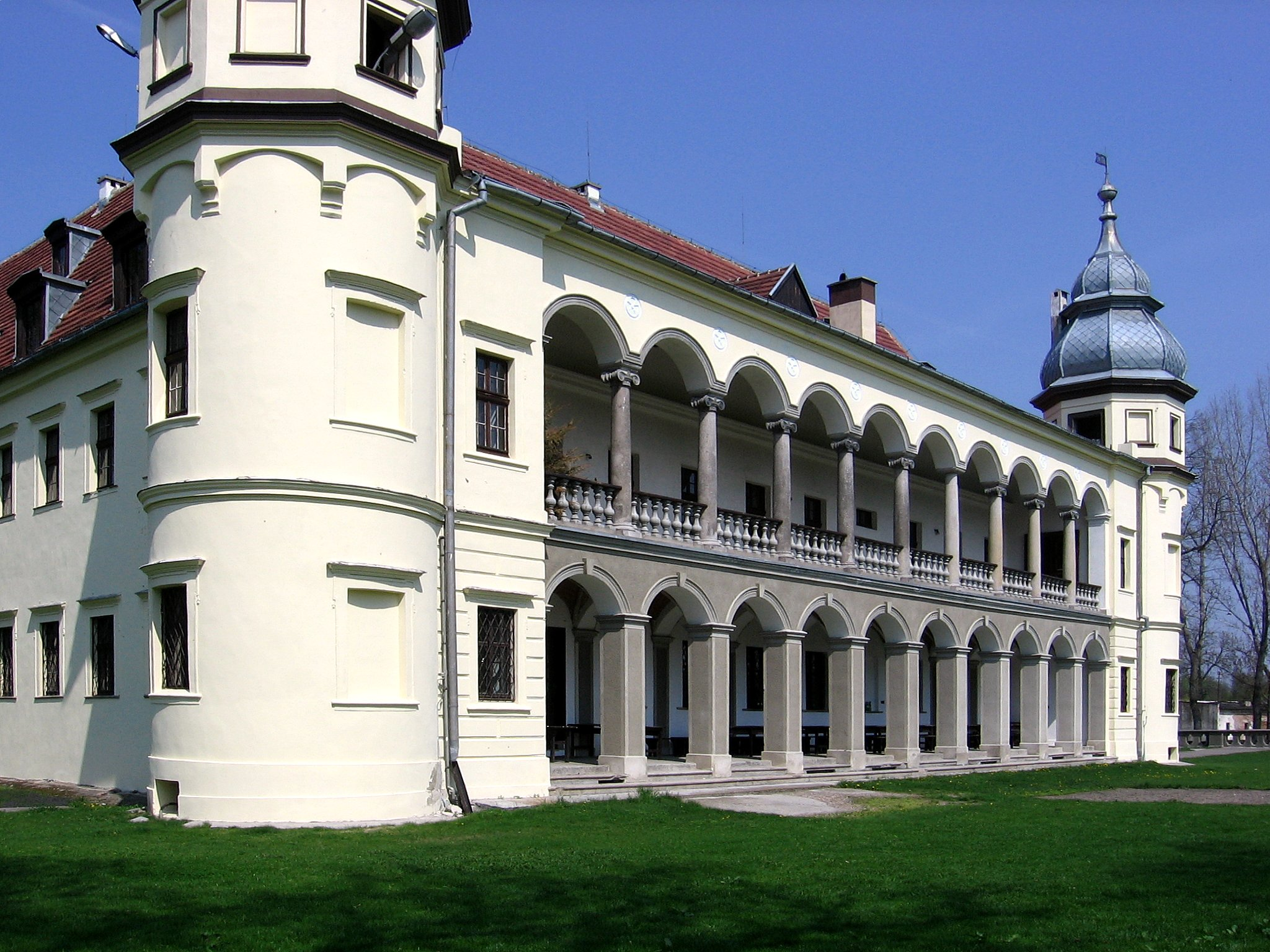
A krieblowitzi kastély
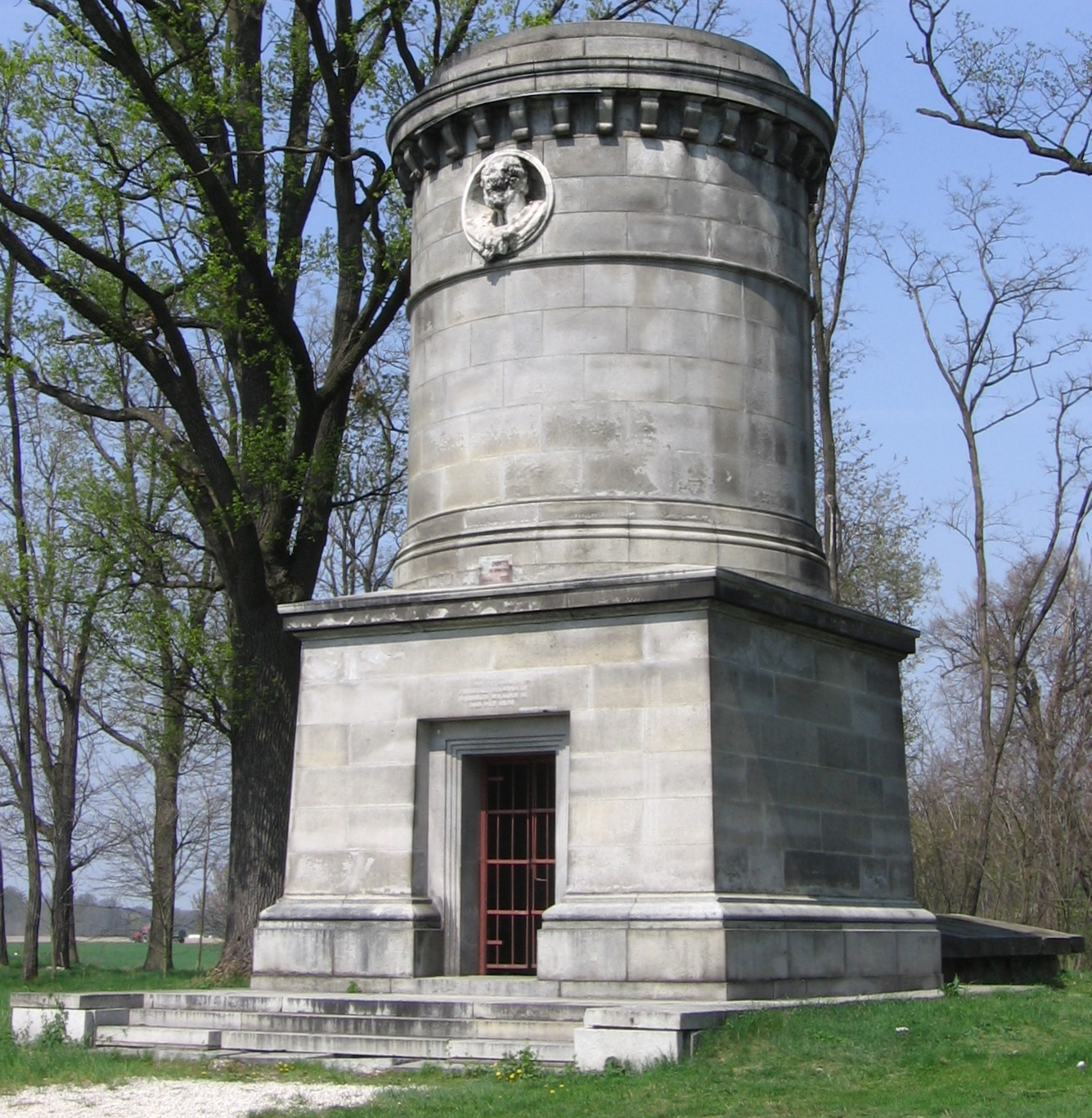
Blücher mauzóleuma Krobielowicében
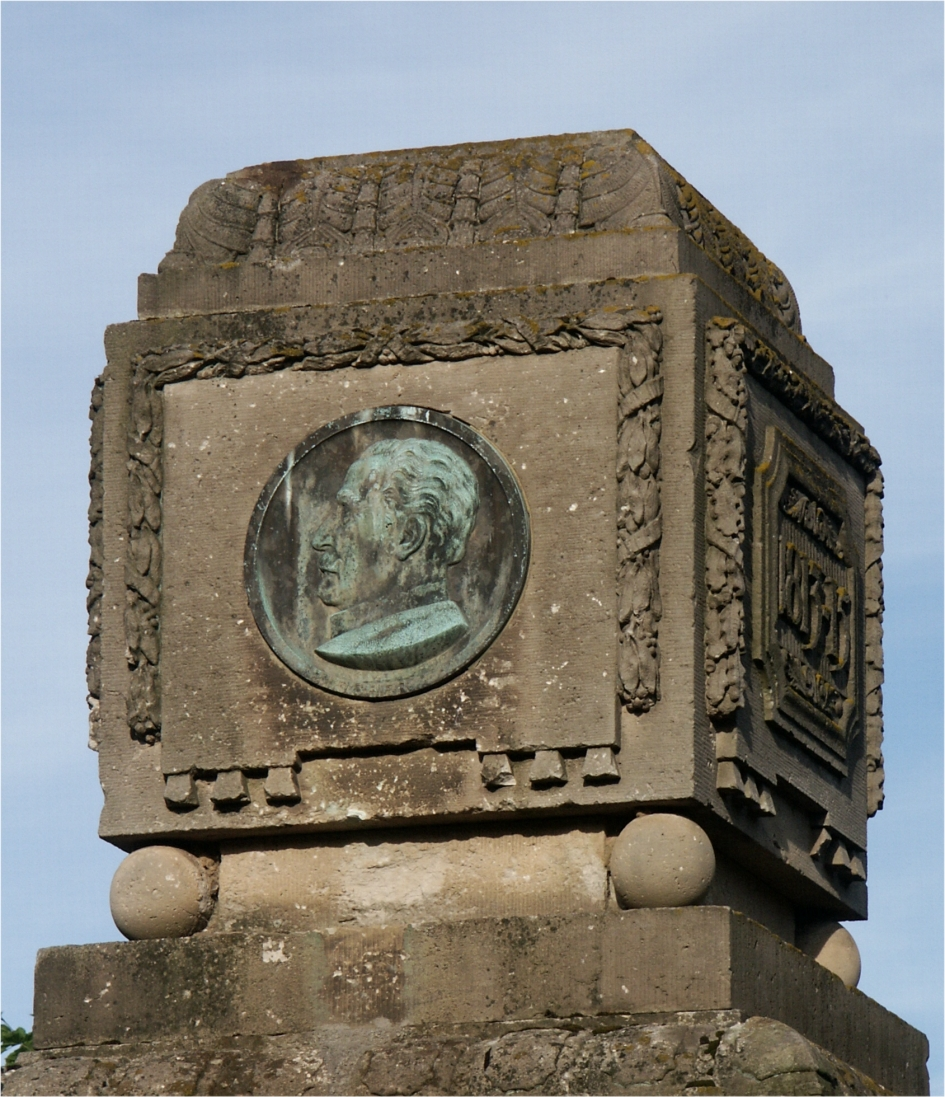
Blücher emlékműve a mecklenburgi Laagéban

Blüchert 1816-ban díszpolgárává választotta Berlin és Rostock. Emlékére szobrokat állítottak neki Berlinben, Breslauban (ma: Wrocław, Lengyelország) és Rostockban is. Bronz mellszobrát felállították a Walhalla emlékmű belsejében.
1856-ban, a ratekaui fegyverletétel 50-ik évfordulóján a ratekaui Blücher-tölgyfa alá egy gránit emlékkövet helyeztek, ezzel a szöveggel: „Blücher, 1806. november 6/7.”
A Napóleon elleni háborúkban, különösen a waterlooi csatában szerzett érdemei elismeréseképpen az Oxfordi Egyetem (Oxford University) tiszteletbeli doktorrá („Doctor of Laws”) avatta Blüchert. Egy korai angol gőzmozdonytervező mérnök egyik új konstrukcióját „Blucher”-nek nevezte el .
1932-ben Marschall Vorwärts (Előre marsall) címmel játékfilmet forgattak katonai-politikai tevékenységéről.

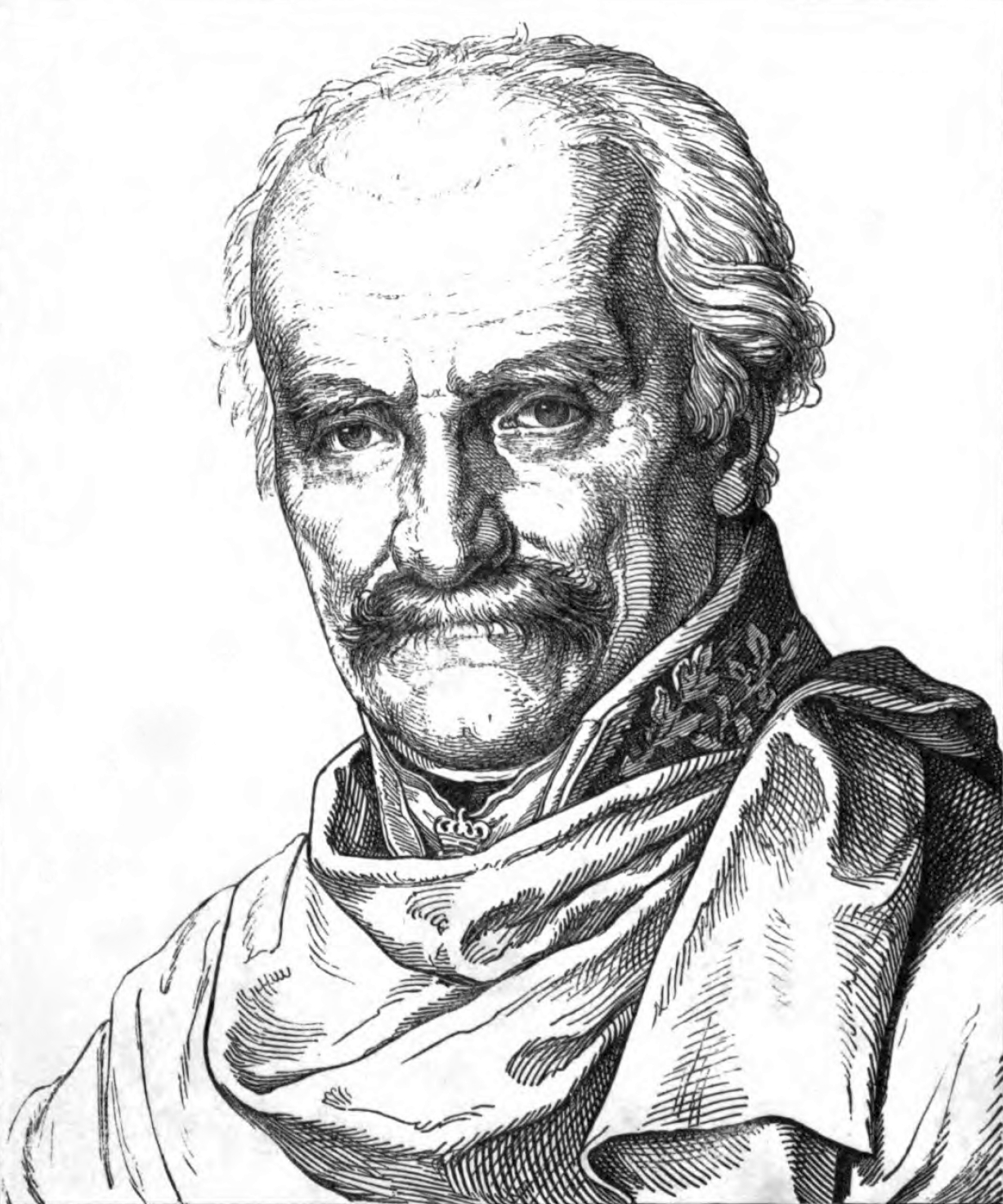
Gebhard Leberecht von Blücher, Wahlstatt hercege

## Hadjáratai, nagy csatái
- 1760 : Pomerániai hadjárat (svéd szolgálatban); porosz fogsága, átállása a másik oldalra.
- 1756–1763 : Hétéves háború.
- 1787 : Hollandiai hadjárat a Vörös Huszárokkal.
- 1793–1794 : Franciaországi hadjáratok a Vörös Huszárokkal.
- 1806 : Jéna-Auerstedt, Pomeránia, Berlin, Königsberg.
- 1813 : Lützen, Bautzen, Katzbach, Möckern, Lipcse (a Népek csatája).
- 1814 : Brienne, La Rothière, Champaubert, Vauchamps, Montmirail, Laon, Montmartre (Párizs).
- 1815 : Alsó-rajnai hadjárat, Ligny, Waterloo. Napóleon legyőzése, Wellington herceggel együttműködve.